# Estádio Olímpico São Sebastião
O Estádio Olímpico São Sebastião, ou simplesmente São Sebastião, foi um estádio de futebol localizado na cidade de Mococa, no estado de São Paulo, pertence à Prefeitura de Mococa e tem capacidade para 5.000 pessoas. O estádio recebe esse nome em homenagem ao patrono da cidade de Mococa.
Construído na década de 50, em um terreno doado pelo inesquecível Senhor Chico Piscina. Tem um gramado com dimensões de 107 x 70,5 m, ainda não recebeu os grandes clubes do futebol paulista e brasileiro em jogos oficiais, pois a única vez que o Radium Futebol Clube disputou a série principal do Paulistão os jogos eram realizados no estádio Caixa d'Água, na Vila Mariana, onde se encontra hoje a sede da Sabesp.